# Arachnodes insularis
Arachnodes insularis är en skalbaggsart som beskrevs av Renaud Maurice Adrien Paulian 1976. Arachnodes insularis ingår i släktet Arachnodes och familjen bladhorningar. Inga underarter finns listade.